# Фокин, Виктор Викторович
Ви́ктор Ви́кторович Фо́кин (24 сентября 1935, село Орск, Мошковский район, Западно-Сибирский край, РСФСР, СССР — февраль 2003, Ангарская колония, Ангарский район, Иркутская область, Россия) — российский серийный убийца, действовавший в 1996—2000 годах в Новосибирске.

## Биография

### Жизнь до убийств
Виктор Фокин родился 24 сентября 1935 года в селе Орск. Окончив школу, он пошёл служить в армию. Вернувшись, стал работать на Новосибирском заводе полупроводниковых приборов. Фокин был передовиком, позже стал ветераном труда. В конце 1950-х годов он женился, у него родились дети. Жизнь Фокина круто перевернулась в 1988 году, когда его супруга умерла. К этому времени Фокин заметно постарел, страдал тугоухостью, но зато обладал большой потенцией, которая и привлекала к нему женщин. В этот период он старался наладить свою личную жизнь. Тогда же он и начал заниматься сексом с проститутками, бомжихами, алкоголичками. Но к середине 1990-х годов Фокин стал импотентом, по поводу чего он сильно переживал.

### Убийства
Первое доказанное убийство Фокин совершил в апреле 1996 года (хотя подозревался и в убийстве, совершённом в декабре 1995 года). Убивал главным образом женщин от 18 до 55 лет, но возраст для него не имел большого значения. В качестве жертв он выбирал женщин и девушек без определённого места жительства, лиц, злоупотребляющих алкоголем, и проституток, такой выбор жертв объясняется тем, что данных лиц никто не будет искать, и преступления останутся нераскрытыми. Фокин признался, что спрашивал у будущих жертв о наличии родственников и, как правило, выбирал одиноких женщин. И действительно, останки всех девяти известных жертв Фокина так и не удалось идентифицировать. Сценарий убийства всегда был следующим: Фокин знакомился с жертвой на Привокзальной площади, приводил её к себе домой и безжалостно убивал. Способы убийств всегда отличались: кто-то был задушен, кто-то утоплен в ванной, кто-то зарезан. После наступления смерти жертвы Фокин расчленял труп и выбрасывал его в мусорный контейнер. Последнее убийство Виктор Фокин совершил 5 марта 2000 года. Расчленив в ванной труп, останки тела выбросил в мусорный контейнер на улице Тимирязева поблизости от своего дома.

### Арест, следствие и суд
В Заельцовское РУВД обратился мужчина, который обнаружил окровавленный мешок из-под сахара с человеческими органами. Оперативно-розыскные мероприятия проводились с невероятным размахом: в районе, где было обнаружено расчленённое тело, обследовались сотни домов и тысячи квартир, шла усиленная работа со свидетелями, организовывалось наружное наблюдение и устраивались засады. Виктора Фокина задержали в марте 2000 года, в его квартире нашли множество женских вещей. На первом же допросе он сознался в совершённых преступлениях. Суд состоялся в мае 2001 года и приговорил 65-летнего Виктора Фокина к 19 годам лишения свободы в колонии строгого режима (прокурор просил для него 20 лет), поскольку в соответствии с российским законодательством пожизненное лишение свободы не назначается лицам, достигшим к моменту вынесения судом приговора 65-летнего возраста. Умер в феврале 2003 года в заключении от остановки сердца в возрасте 67 лет.

## В массовой культуре
- В передаче «Пять историй» в серии «Убежать от маньяка» (09.04.2009) упоминается дело Фокина